# 2. Bundesliga 2024-25
La temporada 2024-25 de la 2. Bundesliga correspondió a la 51.ª edición de la Segunda División de Alemania. La fase regular comenzó a disputarse el 2 de agosto de 2024 y terminó el 18 de mayo de 2025.
Un total de 18 equipos participaron en la competición, incluyendo 14 equipos de la temporada anterior, 2 provenientes de la 1. Bundesliga 2023-24 y 3 provenientes de la 3. Liga 2023-24.

## Sistema de competición
Participaron en la 2. Bundesliga 18 clubes que, siguiendo un calendario establecido por sorteo, se enfrentaron entre sí en dos partidos, uno en terreno propio y otro en campo contrario. El ganador de cada partido obtuvo tres puntos, el empate otorgó un punto y la derrota, cero puntos.
El torneo se disputó entre los meses de agosto de 2024 y mayo de 2025. Al término de la temporada, los dos primeros clasificados ascendieron a la 1. Bundesliga, y el tercer clasificado disputó su ascenso con el antepenúltimo clasificado de la 1. Bundesliga. Los dos últimos descendieron a la 3. Liga y el antepenúltimo clasificado disputó su permanencia con el tercer clasificado de la 3. Liga.

## Relevos
| Pos. | Ascendidos a 1. Bundesliga |
| ---- | -------------------------- |
| 1.º  | San Pauli                  |
| 2.º  | Holstein Kiel              |

| Pos. | Descendidos a 3. Liga |
| ---- | --------------------- |
| 16.º | Wehen Wiesbaden       |
| 17.º | Hansa Rostock         |
| 18.º | Osnabrück             |

| Pos. | Ascendidos de 3. Liga |
| ---- | --------------------- |
| 1.º  | Ulm                   |
| 2.º  | Preußen Münster       |
| 3.º  | Jahn Ratisbona        |

| Pos. | Descendidos de 1. Bundesliga |
| ---- | ---------------------------- |
| 17.º | Colonia                      |
| 18.º | Darmstadt 98                 |

## Información
| Equipo              | Ciudad             | Entrenador           | Capitán            | Estadio                        | Capacidad | Proveedor | Patrocinador principal  |
| ------------------- | ------------------ | -------------------- | ------------------ | ------------------------------ | --------- | --------- | ----------------------- |
| Eintracht Brunswick | Brunswick          | Daniel Scherning     | Ermin Bičakčić     | Eintracht-Stadion              | 23 325    | Puma      | BRAWO Gruop             |
| Colonia             | Colonia            | Gerhard Struber      | Timo Hübers        | RheinEnergieStadion            | 49 698    | Hummel    | REWE                    |
| Darmstadt 98        | Darmstadt          | Florian Kohfeldt     | Fabian Holland     | Merck-Stadion am Böllenfalltor | 17 810    | Craft     | HAIX                    |
| Elversberg          | Spiesen-Elversberg | Horst Steffen        | Robin Fellhauer    | URSAPHARM-Arena                | 10 000    | Nike      | HYLO                    |
| Fortuna Düsseldorf  | Düsseldorf         | Daniel Thioune       | Andre Hoffmann     | Merkur Spiel-Arena             | 54 600    | Adidas    | Targobank               |
| Greuther Fürth      | Fürth              | Jan Siewert          | Branimir Hrgota    | Sportpark Ronhof Thomas Sommer | 16 626    | Puma      | Hofmann Personal        |
| Hamburgo            | Hamburgo           | Merlin Polzin        | Sebastian Schonlau | Volksparkstadion               | 57 000    | Adidas    | HanseMerkur             |
| Hannover 96         | Hannover           | Lars Barlemann       | Ron-Robert Zieler  | Heinz-von-Heide-Arena          | 49 000    | Macron    | Heise                   |
| Hertha Berlín       | Berlín             | Stefan Leitl         | Toni Leistner      | Olympiastadion                 | 74 649    | Nike      | CheckCars24.de          |
| Jahn Ratisbona      | Ratisbona          | Andreas Patz         | Andreas Geipl      | Jahnstadion Regensburg         | 15 224    | Hummel    | Netto                   |
| Kaiserslautern      | Kaiserslautern     | Torsten Lieberknecht | Marlon Ritter      | Fritz-Walter-Stadion           | 49 780    | Castore   | Novoline                |
| Karlsruher          | Karlsruhe          | Christian Eichner    | Marvin Wanitzek    | Wildparkstadion                | 29 699    | Macron    | SWEG                    |
| Magdeburgo          | Magdeburgo         | Christian Titz       | Dominik Reimann    | MDCC-Arena                     | 30 098    | Hummel    | Humanas                 |
| Núremberg           | Núremberg          | Miroslav Klose       | Robin Knoche       | Max-Morlock-Stadion            | 49 923    | Adidas    | Nürnberger Versicherung |
| Paderborn 07        | Paderborn          | Lukas Kwasniok       | Raphael Obermair   | Home Deluxe Arena              | 15 000    | Saller    | Four 20 Pharma          |
| Preußen Münster     | Münster            | Sascha Hildmann      | Marc Lorenz        | Preußenstadion                 | 15 050    | Jako      | FIEGE                   |
| Schalke 04          | Gelsenkirchen      | Kees van Wonderen    | Kenan Karaman      | Veltins-Arena                  | 62 271    | Adidas    | SUN Minimeal            |
| Ulm                 | Ulm                | Robert Lechleiter    | Johannes Reichert  | Donaustadion                   | 19 500    | Uhlsport  | Liqui Moly              |

### Cambios de entrenadores
| Equipo         | Entrenador (Jornadas)         | Fecha de vacante         | Tipo de salida | Posición en la tabla | Entrenador entrante  | Fecha de nombramiento   |
| -------------- | ----------------------------- | ------------------------ | -------------- | -------------------- | -------------------- | ----------------------- |
| Darmstadt 98   | Torsten Lieberknecht (1 - 4)  | 1 de septiembre de 2024  | Dimisión       | 17.º                 | Florian Kohfeldt     | 7 de septiembre de 2024 |
| Schalke 04     | Karel Geraerts (1 - 6)        | 21 de septiembre de 2024 | Destitución    | 16.º                 | Kees van Wonderen    | 5 de octubre de 2024    |
| Greuther Fürth | Alexander Zorniger (1 - 9)    | 21 de octubre de 2024    | Destitución    | 12.º                 | Jan Siewert          | 12 de noviembre de 2024 |
| Jahn Ratisbona | Joe Enochs (1 - 10)           | 26 de octubre de 2024    | Destitución    | 18.º                 | Andreas Patz         | 26 de octubre de 2024   |
| Hamburgo       | Steffen Baumgart (1 - 13)     | 24 de noviembre de 2024  | Destitución    | 8.º                  | Merlin Polzin        | 22 de diciembre de 2024 |
| Hannover 96    | Stefan Leitl (1 - 17)         | 29 de diciembre de 2024  | Destitución    | 7.º                  | André Breitenreiter  | 29 de diciembre de 2024 |
| Hertha Berlín  | Cristian Fiél (1 - 22)        | 17 de febrero de 2025    | Destitución    | 14.º                 | Stefan Leitl         | 18 de febrero de 2025   |
| Ulm            | Thomas Wörle (1 - 25)         | 11 de marzo de 2025      | Destitución    | 17.º                 | Robert Lechleiter    | 12 de marzo de 2025     |
| Kaiserslautern | Markus Anfang (1 - 30)        | 22 de abril de 2025      | Destitución    | 7.º                  | Torsten Lieberknecht | 23 de abril de 2025     |
| Hannover 96    | André Breitenreiter (18 - 30) | 23 de abril de 2025      | Mutuo acuerdo  | 10.º                 | Lars Barlemann       | 23 de abril de 2025     |

### Equipos por estados federados
| Región                      | N.º | Equipos                                                                 |
| --------------------------- | --- | ----------------------------------------------------------------------- |
| Renania del Norte-Westfalia | 5   | Colonia, Fortuna Düsseldorf, Paderborn 07, Preußen Münster y Schalke 04 |
| Baviera                     | 3   | Jahn Ratisbona, Greuther Fürth y Núremberg                              |
| Baden-Wurtemberg            | 2   | Karlsruher y Ulm                                                        |
| Baja Sajonia                | 2   | Eintracht Brunswick y Hannover 96                                       |
| Berlín                      | 1   | Hertha Berlín                                                           |
| Hamburgo                    | 1   | Hamburgo                                                                |
| Hesse                       | 1   | Darmstadt 98                                                            |
| Renania-Palatinado          | 1   | Kaiserslautern                                                          |
| Sajonia-Anhalt              | 1   | Magdeburgo                                                              |
| Sarre                       | 1   | Elversberg                                                              |

## Clasificación
| Pos. | Equipo                  | Pts. | PJ | G  | E  | P  | GF | GC | Dif. | Clasificación 2025-26                |
| ---- | ----------------------- | ---- | -- | -- | -- | -- | -- | -- | ---- | ------------------------------------ |
| 1    | Colonia (C, A)          | 61   | 34 | 18 | 7  | 9  | 53 | 38 | +15  | Ascenso a 1. Bundesliga              |
| 2    | Hamburgo (A)            | 59   | 34 | 16 | 11 | 7  | 78 | 44 | +34  | Ascenso a 1. Bundesliga              |
| 3    | Elversberg              | 58   | 34 | 16 | 10 | 8  | 64 | 37 | +27  | Promoción de ascenso a 1. Bundesliga |
| 4    | Paderborn 07            | 55   | 34 | 15 | 10 | 9  | 56 | 46 | +10  |                                      |
| 5    | Magdeburgo              | 53   | 34 | 14 | 11 | 9  | 64 | 52 | +12  |                                      |
| 6    | Fortuna Düsseldorf      | 53   | 34 | 14 | 11 | 9  | 57 | 52 | +5   |                                      |
| 7    | Kaiserslautern          | 53   | 34 | 15 | 8  | 11 | 56 | 55 | +1   |                                      |
| 8    | Karlsruher              | 52   | 34 | 14 | 10 | 10 | 57 | 55 | +2   |                                      |
| 9    | Hannover 96             | 51   | 34 | 13 | 12 | 9  | 41 | 36 | +5   |                                      |
| 10   | Núremberg               | 48   | 34 | 14 | 6  | 14 | 60 | 57 | +3   |                                      |
| 11   | Hertha Berlín           | 44   | 34 | 12 | 8  | 14 | 49 | 51 | −2   |                                      |
| 12   | Darmstadt 98            | 42   | 34 | 11 | 9  | 14 | 56 | 55 | +1   |                                      |
| 13   | Greuther Fürth          | 39   | 34 | 10 | 9  | 15 | 45 | 59 | −14  |                                      |
| 14   | Schalke 04              | 38   | 34 | 10 | 8  | 16 | 52 | 62 | −10  |                                      |
| 15   | Preußen Münster         | 36   | 34 | 8  | 12 | 14 | 40 | 43 | −3   |                                      |
| 16   | Eintracht Brunswick (O) | 35   | 34 | 8  | 11 | 15 | 38 | 64 | −26  | Promoción de descenso a 3. Liga      |
| 17   | Ulm (D)                 | 30   | 34 | 6  | 12 | 16 | 36 | 48 | −12  | Descenso a 3. Liga                   |
| 18   | Jahn Ratisbona (D)      | 25   | 34 | 6  | 7  | 21 | 23 | 71 | −48  | Descenso a 3. Liga                   |

 Fuente: DFB
Criterios de clasificación: Puntos · Diferencia de goles · Goles a favor · Enfrentamientos directos

## Evolución de la clasificación
| Equipo              | 01 | 02 | 03 | 04 | 05 | 06 | 07 | 08 | 09 | 10 | 11 | 12 | 13 | 14 | 15 | 16 | 17 | 18 | 19 | 20 | 21 | 22 | 23 | 24 | 25 | 26 | 27 | 28 | 29 | 30 | 31 | 32 | 33 | 34 |
| ------------------- | -- | -- | -- | -- | -- | -- | -- | -- | -- | -- | -- | -- | -- | -- | -- | -- | -- | -- | -- | -- | -- | -- | -- | -- | -- | -- | -- | -- | -- | -- | -- | -- | -- | -- |
| Colonia             | 12 | 13 | 8  | 6  | 8  | 9  | 8  | 7  | 10 | 12 | 11 | 7  | 5  | 7  | 6  | 2  | 1  | 3  | 2  | 1  | 1  | 1  | 2  | 5  | 2  | 2  | 1  | 2  | 2  | 1  | 1  | 2  | 2  | 1  |
| Hamburgo            | 6  | 7  | 12 | 7  | 4  | 5  | 6  | 5  | 3  | 5  | 4  | 5  | 8  | 2  | 7  | 8  | 3  | 1  | 1  | 2  | 2  | 2  | 1  | 1  | 1  | 1  | 2  | 1  | 1  | 2  | 2  | 1  | 1  | 2  |
| Elversberg          | 9  | 12 | 14 | 11 | 12 | 12 | 9  | 8  | 8  | 7  | 9  | 6  | 3  | 6  | 4  | 1  | 4  | 7  | 9  | 9  | 8  | 7  | 7  | 6  | 6  | 9  | 7  | 6  | 3  | 4  | 4  | 3  | 3  | 3  |
| Paderborn 07        | 8  | 1  | 1  | 5  | 7  | 4  | 5  | 3  | 5  | 3  | 2  | 2  | 1  | 1  | 1  | 3  | 6  | 8  | 6  | 7  | 6  | 6  | 6  | 4  | 5  | 3  | 4  | 5  | 7  | 5  | 5  | 4  | 4  | 4  |
| Magdeburgo          | 10 | 3  | 7  | 4  | 3  | 3  | 2  | 2  | 4  | 9  | 7  | 9  | 6  | 10 | 8  | 9  | 5  | 2  | 3  | 3  | 4  | 4  | 4  | 3  | 4  | 5  | 5  | 3  | 5  | 3  | 3  | 5  | 7  | 5  |
| Fortuna Düsseldorf  | 3  | 4  | 2  | 1  | 1  | 1  | 1  | 1  | 1  | 1  | 3  | 3  | 7  | 8  | 5  | 4  | 8  | 9  | 7  | 5  | 5  | 5  | 5  | 7  | 9  | 8  | 9  | 7  | 4  | 6  | 6  | 6  | 5  | 6  |
| Kaiserslautern      | 7  | 6  | 5  | 10 | 10 | 10 | 11 | 12 | 11 | 10 | 10 | 10 | 9  | 3  | 2  | 6  | 9  | 5  | 4  | 4  | 3  | 3  | 3  | 2  | 3  | 4  | 3  | 4  | 6  | 7  | 7  | 7  | 6  | 7  |
| Karlsruher          | 5  | 8  | 4  | 2  | 2  | 2  | 3  | 4  | 2  | 4  | 5  | 4  | 2  | 5  | 9  | 7  | 2  | 6  | 8  | 8  | 10 | 10 | 10 | 9  | 10 | 10 | 10 | 10 | 10 | 9  | 8  | 9  | 9  | 8  |
| Hannover 96         | 4  | 5  | 3  | 9  | 5  | 6  | 4  | 6  | 6  | 2  | 1  | 1  | 4  | 4  | 3  | 5  | 7  | 4  | 5  | 6  | 7  | 8  | 8  | 8  | 7  | 6  | 6  | 8  | 9  | 10 | 9  | 8  | 8  | 9  |
| Núremberg           | 11 | 10 | 10 | 13 | 11 | 11 | 14 | 11 | 9  | 8  | 6  | 8  | 11 | 12 | 12 | 13 | 11 | 11 | 11 | 10 | 9  | 9  | 9  | 10 | 8  | 7  | 8  | 9  | 8  | 8  | 10 | 10 | 10 | 10 |
| Hertha Berlín       | 13 | 14 | 11 | 8  | 9  | 7  | 7  | 9  | 7  | 6  | 8  | 11 | 12 | 9  | 11 | 11 | 12 | 12 | 12 | 12 | 13 | 14 | 14 | 14 | 14 | 14 | 13 | 12 | 12 | 11 | 11 | 11 | 11 | 11 |
| Darmstadt 98        | 16 | 17 | 16 | 17 | 16 | 14 | 16 | 16 | 13 | 13 | 12 | 12 | 10 | 11 | 10 | 10 | 10 | 10 | 10 | 11 | 12 | 13 | 12 | 13 | 13 | 13 | 14 | 13 | 13 | 12 | 12 | 12 | 12 | 12 |
| Greuther Fürth      | 2  | 2  | 6  | 3  | 6  | 8  | 10 | 10 | 12 | 11 | 13 | 13 | 14 | 13 | 13 | 12 | 14 | 14 | 15 | 14 | 11 | 12 | 11 | 11 | 12 | 12 | 12 | 14 | 14 | 14 | 14 | 14 | 14 | 13 |
| Schalke 04          | 1  | 9  | 9  | 12 | 13 | 16 | 13 | 13 | 14 | 15 | 16 | 14 | 13 | 14 | 14 | 14 | 13 | 13 | 13 | 13 | 14 | 11 | 13 | 12 | 11 | 11 | 11 | 11 | 11 | 13 | 13 | 13 | 13 | 14 |
| Preußen Münster     | 15 | 15 | 15 | 16 | 15 | 13 | 15 | 17 | 17 | 17 | 14 | 16 | 17 | 17 | 17 | 15 | 15 | 15 | 14 | 15 | 15 | 16 | 15 | 15 | 15 | 15 | 15 | 15 | 16 | 16 | 17 | 16 | 15 | 15 |
| Eintracht Brunswick | 18 | 18 | 18 | 18 | 18 | 17 | 17 | 15 | 16 | 16 | 17 | 15 | 15 | 15 | 15 | 17 | 17 | 17 | 17 | 17 | 16 | 15 | 16 | 16 | 16 | 16 | 16 | 16 | 15 | 15 | 15 | 15 | 16 | 16 |
| Ulm                 | 14 | 16 | 17 | 15 | 17 | 15 | 12 | 14 | 15 | 14 | 15 | 17 | 16 | 16 | 16 | 16 | 16 | 16 | 16 | 16 | 17 | 17 | 17 | 17 | 17 | 17 | 17 | 17 | 17 | 17 | 16 | 17 | 17 | 17 |
| Jahn Ratisbona      | 17 | 11 | 13 | 14 | 14 | 18 | 18 | 18 | 18 | 18 | 18 | 18 | 18 | 18 | 18 | 18 | 18 | 18 | 18 | 18 | 18 | 18 | 18 | 18 | 18 | 18 | 18 | 18 | 18 | 18 | 18 | 18 | 18 | 18 |

## Resultados
- Los horarios corresponden al huso horario de Alemania (Hora central europea): UTC+1 en horario estándar y UTC+2 en horario de verano.

### Primera vuelta
| Jornada 1      | Jornada 1 | Jornada 1           | Jornada 1                      | Jornada 1   | Jornada 1 |
| Local          | Resultado | Visitante           | Estadio                        | Fecha       | Hora      |
| -------------- | --------- | ------------------- | ------------------------------ | ----------- | --------- |
| Colonia        | 1 - 2     | Hamburgo            | RheinEnergieStadion            | 2 de agosto | 20:30     |
| Karlsruher     | 3 - 2     | Núremberg           | Wildparkstadion                | 3 de agosto | 13:00     |
| Hannover 96    | 2 - 0     | Jahn Ratisbona      | Heinz-von-Heide-Arena          | 3 de agosto | 13:00     |
| Hertha Berlín  | 1 - 2     | Paderborn 07        | Olímpico de Berlín             | 3 de agosto | 13:00     |
| Magdeburgo     | 0 - 0     | Elversberg          | MDCC-Arena                     | 3 de agosto | 13:00     |
| Schalke 04     | 5 - 1     | Eintracht Brunswick | Veltins-Arena                  | 3 de agosto | 20:30     |
| Darmstadt 98   | 0 - 2     | Fortuna Düsseldorf  | Merck-Stadion am Böllenfalltor | 4 de agosto | 13:30     |
| Greuther Fürth | 3 - 1     | Preußen Münster     | Sportpark Ronhof Thomas Sommer | 4 de agosto | 13:30     |
| Ulm            | 1 - 2     | Kaiserslautern      | Donaustadion                   | 4 de agosto | 13:30     |

| Jornada 2           | Jornada 2 | Jornada 2      | Jornada 2              | Jornada 2    | Jornada 2 |
| Local               | Resultado | Visitante      | Estadio                | Fecha        | Hora      |
| ------------------- | --------- | -------------- | ---------------------- | ------------ | --------- |
| Kaiserslautern      | 2 - 2     | Greuther Fürth | Fritz-Walter-Stadion   | 9 de agosto  | 18:30     |
| Jahn Ratisbona      | 1 - 0     | Ulm            | Jahnstadion Regensburg | 9 de agosto  | 18:30     |
| Fortuna Düsseldorf  | 0 - 0     | Karlsruher     | Merkur Spiel-Arena     | 10 de agosto | 13:00     |
| Elversberg          | 2 - 2     | Colonia        | URSAPHARM-Arena        | 10 de agosto | 13:00     |
| Núremberg           | 3 - 1     | Schalke 04     | Max-Morlock-Stadion    | 10 de agosto | 13:00     |
| Hamburgo            | 1 - 1     | Hertha Berlín  | Volksparkstadion       | 10 de agosto | 20:30     |
| Paderborn 07        | 3 - 1     | Darmstadt 98   | Home Deluxe Arena      | 11 de agosto | 13:30     |
| Eintracht Brunswick | 1 - 3     | Magdeburgo     | Eintracht-Stadion      | 11 de agosto | 13:30     |
| Preußen Münster     | 0 - 0     | Hannover 96    | Preußenstadion         | 11 de agosto | 13:30     |

| Jornada 3       | Jornada 3 | Jornada 3           | Jornada 3                      | Jornada 3    | Jornada 3 |
| Local           | Resultado | Visitante           | Estadio                        | Fecha        | Hora      |
| --------------- | --------- | ------------------- | ------------------------------ | ------------ | --------- |
| Karlsruher      | 3 - 2     | Elversberg          | Wildparkstadion                | 23 de agosto | 18:30     |
| Hannover 96     | 1 - 0     | Hamburgo            | Heinz-von-Heide-Arena          | 23 de agosto | 18:30     |
| Greuther Fürth  | 1 - 1     | Paderborn 07        | Sportpark Ronhof Thomas Sommer | 24 de agosto | 13:00     |
| Hertha Berlín   | 2 - 0     | Jahn Ratisbona      | Olímpico de Berlín             | 24 de agosto | 13:00     |
| Preußen Münster | 0 - 1     | Kaiserslautern      | Preußenstadion                 | 24 de agosto | 13:00     |
| Colonia         | 5 - 0     | Eintracht Brunswick | RheinEnergieStadion            | 24 de agosto | 20:30     |
| Darmstadt 98    | 1 - 1     | Núremberg           | Merck-Stadion am Böllenfalltor | 25 de agosto | 13:30     |
| Magdeburgo      | 2 - 2     | Schalke 04          | MDCC-Arena                     | 25 de agosto | 13:30     |
| Ulm             | 1 - 2     | Fortuna Düsseldorf  | Donaustadion                   | 25 de agosto | 13:30     |

| Jornada 4           | Jornada 4 | Jornada 4       | Jornada 4              | Jornada 4       | Jornada 4 |
| Local               | Resultado | Visitante       | Estadio                | Fecha           | Hora      |
| ------------------- | --------- | --------------- | ---------------------- | --------------- | --------- |
| Fortuna Düsseldorf  | 1 - 0     | Hannover 96     | Merkur-Spiel Arena     | 30 de agosto    | 18:30     |
| Jahn Ratisbona      | 0 - 4     | Greuther Fürth  | Jahnstadion Regensburg | 30 de agosto    | 18:30     |
| Hamburgo            | 4 - 1     | Preußen Münster | Volkparkstadion        | 31 de agosto    | 13:00     |
| Elversberg          | 4 - 0     | Darmstadt 98    | URSAPHARM-Arena        | 31 de agosto    | 13:00     |
| Núremberg           | 0 - 4     | Magdeburgo      | MDCC-Arena             | 31 de agosto    | 13:00     |
| Kaiserslautern      | 3 - 4     | Hertha Berlín   | Fritz-Walter-Stadion   | 31 de agosto    | 20:30     |
| Paderborn 07        | 0 - 0     | Ulm             | Home Deluxe Arena      | 1 de septiembre | 13:30     |
| Schalke 04          | 1 - 3     | Colonia         | Veltins-Arena          | 1 de septiembre | 13:30     |
| Eintracht Brunswick | 1 - 2     | Karlsruher      | Eintracht-Stadion      | 1 de septiembre | 13:30     |

| Jornada 5       | Jornada 5 | Jornada 5           | Jornada 5                      | Jornada 5        | Jornada 5 |
| Local           | Resultado | Visitante           | Estadio                        | Fecha            | Hora      |
| --------------- | --------- | ------------------- | ------------------------------ | ---------------- | --------- |
| Karlsruher      | 2 - 0     | Schalke 04          | Wildparkstadion                | 13 de septiembre | 18:30     |
| Preußen Münster | 3 - 3     | Paderborn 07        | Preußenstadion                 | 13 de septiembre | 18:30     |
| Darmstadt 98    | 1 - 1     | Eintracht Brunswick | Merck-Stadion am Böllenfalltor | 14 de septiembre | 13:00     |
| Hannover 96     | 3 - 1     | Kaiserslautern      | Heinz-von-Heide-Arena          | 14 de septiembre | 13:00     |
| Ulm             | 1 - 2     | Núremberg           | Donaustadion                   | 14 de septiembre | 13:00     |
| Colonia         | 1 - 2     | Magdeburgo          | RheinEnergieStadion            | 14 de septiembre | 20:30     |
| Hamburgo        | 5 - 0     | Jahn Ratisbona      | Volkparkstadion                | 15 de septiembre | 13:30     |
| Greuther Fürth  | 0 - 0     | Elversberg          | Sportpark Ronhof Thomas Sommer | 15 de septiembre | 13:30     |
| Hertha Berlín   | 0 - 2     | Fortuna Düsseldorf  | Olímpico de Berlín             | 15 de septiembre | 13:30     |

| Jornada 6           | Jornada 6 | Jornada 6       | Jornada 6              | Jornada 6        | Jornada 6 |
| Local               | Resultado | Visitante       | Estadio                | Fecha            | Hora      |
| ------------------- | --------- | --------------- | ---------------------- | ---------------- | --------- |
| Paderborn 07        | 2 - 1     | Hannover 96     | Home Deluxe Arena      | 20 de septiembre | 18:30     |
| Schalke 04          | 3 - 5     | Darmstadt 98    | Veltins-Arena          | 20 de septiembre | 18:30     |
| Fortuna Düsseldorf  | 2 - 2     | Colonia         | Merkur-Spiel Arena     | 21 de septiembre | 13:00     |
| Núremberg           | 0 - 2     | Hertha Berlín   | Max-Morlock-Stadion    | 21 de septiembre | 13:00     |
| Eintracht Brunswick | 2 - 0     | Greuther Fürth  | Eintracht-Stadion      | 21 de septiembre | 13:00     |
| Kaiserslautern      | 2 - 2     | Hamburgo        | Fritz-Walter-Stadion   | 21 de septiembre | 20:30     |
| Elversberg          | 1 - 3     | Ulm             | URSAPHARM-Arena        | 22 de septiembre | 13:30     |
| Magdeburgo          | 2 - 2     | Karlsruher      | MDCC-Arena             | 22 de septiembre | 13:30     |
| Jahn Ratisbona      | 0 - 3     | Preußen Münster | Jahnstadion Regensburg | 22 de septiembre | 13:30     |

| Jornada 7       | Jornada 7 | Jornada 7           | Jornada 7                      | Jornada 7        | Jornada 7 |
| Local           | Resultado | Visitante           | Estadio                        | Fecha            | Hora      |
| --------------- | --------- | ------------------- | ------------------------------ | ---------------- | --------- |
| Greuther Fürth  | 1 - 2     | Fortuna Düsseldorf  | Sportpark Ronhof Thomas Sommer | 27 de septiembre | 18:30     |
| Ulm             | 3 - 1     | Eintracht Brunswick | Donaustadion                   | 27 de septiembre | 18:30     |
| Darmstadt 98    | 1 - 2     | Magdeburgo          | Merck-Stadion am Böllenfalltor | 28 de septiembre | 13:00     |
| Hamburgo        | 2 - 2     | Paderborn 07        | Volkparkstadion                | 28 de septiembre | 13:00     |
| Jahn Ratisbona  | 0 - 0     | Kaiserslautern      | Jahnstadion Regensburg         | 28 de septiembre | 13:00     |
| Preußen Münster | 1 - 2     | Schalke 04          | Preußenstadion                 | 28 de septiembre | 20:30     |
| Colonia         | 4 - 4     | Karlsruher          | RheinEnergieStadion            | 29 de septiembre | 13:30     |
| Hannover 96     | 2 - 0     | Núremberg           | Heinz-von-Heide-Arena          | 29 de septiembre | 13:30     |
| Hertha Berlín   | 1 - 4     | Elversberg          | Olímpico de Berlín             | 29 de septiembre | 13:30     |

| Jornada 8           | Jornada 8 | Jornada 8       | Jornada 8           | Jornada 8    | Jornada 8 |
| Local               | Resultado | Visitante       | Estadio             | Fecha        | Hora      |
| ------------------- | --------- | --------------- | ------------------- | ------------ | --------- |
| Karlsruher          | 3 - 3     | Darmstadt 98    | Wildparkstadion     | 4 de octubre | 18:30     |
| Paderborn 07        | 3 - 0     | Jahn Ratisbona  | Home Deluxe Arena   | 4 de octubre | 18:30     |
| Colonia             | 2 - 0     | Ulm             | RheinEnergieStadion | 5 de octubre | 13:00     |
| Elversberg          | 1 - 0     | Kaiserslautern  | URSAPHARM-Arena     | 5 de octubre | 13:00     |
| Núremberg           | 3 - 2     | Preußen Münster | Max-Morlock-Stadion | 5 de octubre | 13:00     |
| Schalke 04          | 2 - 2     | Hertha Berlín   | Veltins-Arena       | 5 de octubre | 20:30     |
| Fortuna Düsseldorf  | 0 - 3     | Hamburgo        | Merkur-Spiel Arena  | 6 de octubre | 13:30     |
| Magdeburgo          | 2 - 2     | Greuther Fürth  | MDCC-Arena          | 6 de octubre | 13:30     |
| Eintracht Brunswick | 2 - 0     | Hannover 96     | Eintracht-Stadion   | 6 de octubre | 13:30     |

| Jornada 9       | Jornada 9 | Jornada 9           | Jornada 9                      | Jornada 9     | Jornada 9 |
| Local           | Resultado | Visitante           | Estadio                        | Fecha         | Hora      |
| --------------- | --------- | ------------------- | ------------------------------ | ------------- | --------- |
| Darmstadt 98    | 5 - 1     | Colonia             | Merck-Stadion am Böllenfalltor | 18 de octubre | 18:30     |
| Hertha Berlín   | 3 - 1     | Eintracht Brunswick | Olímpico de Berlín             | 18 de octubre | 18:30     |
| Hannover 96     | 1 - 0     | Schalke 04          | Heinz-von-Heide-Arena          | 19 de octubre | 13:00     |
| Preußen Münster | 1 - 1     | Elversberg          | Preußenstadion                 | 19 de octubre | 13:00     |
| Jahn Ratisbona  | 0 - 3     | Fortuna Düsseldorf  | Jahnstadion Regensburg         | 19 de octubre | 13:00     |
| Kaiserslautern  | 3 - 0     | Paderborn 07        | Fritz-Walter-Stadion           | 19 de octubre | 20:30     |
| Greuther Fürth  | 0 - 4     | Núremberg           | Sportpark Ronhof Thomas Sommer | 20 de octubre | 13:30     |
| Hamburgo        | 3 - 1     | Magdeburgo          | Volkparkstadion                | 20 de octubre | 13:30     |
| Ulm             | 0 - 1     | Karlsruher          | Donaustadion                   | 20 de octubre | 13:30     |

| Jornada 10          | Jornada 10 | Jornada 10      | Jornada 10                     | Jornada 10    | Jornada 10 |
| Local               | Resultado  | Visitante       | Estadio                        | Fecha         | Hora       |
| ------------------- | ---------- | --------------- | ------------------------------ | ------------- | ---------- |
| Colonia             | 1 - 2      | Paderborn 07    | RheinEnergieStadion            | 25 de octubre | 18:30      |
| Núremberg           | 8 - 3      | Jahn Ratisbona  | Max-Morlock-Stadion            | 25 de octubre | 18:30      |
| Karlsruher          | 1 - 3      | Hertha Berlín   | Wildparkstadion                | 26 de octubre | 13:00      |
| Schalke 04          | 3 - 4      | Greuther Fürth  | Veltins-Arena                  | 26 de octubre | 13:00      |
| Elversberg          | 4 - 2      | Hamburgo        | URSAPHARM-Arena                | 26 de octubre | 13:00      |
| Fortuna Düsseldorf  | 3 - 4      | Kaiserslautern  | Merkur-Spiel Arena             | 26 de octubre | 20:30      |
| Darmstadt 98        | 1 - 1      | Ulm             | Merck-Stadion am Böllenfalltor | 27 de octubre | 13:30      |
| Magdeburgo          | 0 - 3      | Hannover 96     | MDCC-Arena                     | 27 de octubre | 13:30      |
| Eintracht Brunswick | 1 - 1      | Preußen Münster | Eintracht-Stadion              | 27 de octubre | 13:30      |

| Jornada 11      | Jornada 11 | Jornada 11          | Jornada 11                     | Jornada 11     | Jornada 11 |
| Local           | Resultado  | Visitante           | Estadio                        | Fecha          | Hora       |
| --------------- | ---------- | ------------------- | ------------------------------ | -------------- | ---------- |
| Ulm             | 0 - 0      | Schalke 04          | Donaustadion                   | 1 de noviembre | 18:30      |
| Preußen Münster | 1 - 0      | Fortuna Düsseldorf  | Preußenstadion                 | 1 de noviembre | 18:30      |
| Hannover 96     | 2 - 1      | Karlsruher          | Heinz-von-Heide-Arena          | 2 de noviembre | 13:00      |
| Greuther Fürth  | 1 - 5      | Darmstadt 98        | Sportpark Ronhof Thomas Sommer | 2 de noviembre | 13:00      |
| Jahn Ratisbona  | 1 - 0      | Elversberg          | Jahnstadion Regensburg         | 2 de noviembre | 13:00      |
| Hertha Berlín   | 0 - 1      | Colonia             | Olímpico de Berlín             | 2 de noviembre | 20:30      |
| Hamburgo        | 1 - 1      | Núremberg           | Volkparkstadion                | 3 de noviembre | 13:30      |
| Paderborn 07    | 0 - 0      | Eintracht Brunswick | Home Deluxe Arena              | 3 de noviembre | 13:30      |
| Kaiserslautern  | 2 - 2      | Magdeburgo          | Fritz-Walter-Stadion           | 3 de noviembre | 13:30      |

| Jornada 12          | Jornada 12 | Jornada 12      | Jornada 12                     | Jornada 12      | Jornada 12 |
| Local               | Resultado  | Visitante       | Estadio                        | Fecha           | Hora       |
| ------------------- | ---------- | --------------- | ------------------------------ | --------------- | ---------- |
| Núremberg           | 0 - 0      | Kaiserslautern  | Max-Morlock-Stadion            | 8 de noviembre  | 18:30      |
| Eintracht Brunswick | 3 - 1      | Hamburgo        | Eintracht-Stadion              | 8 de noviembre  | 18:30      |
| Colonia             | 1 - 0      | Greuther Fürth  | RheinEnergieStadion            | 9 de noviembre  | 13:00      |
| Darmstadt 98        | 3 - 1      | Hertha Berlín   | Merck-Stadion am Böllenfalltor | 9 de noviembre  | 13:00      |
| Magdeburgo          | 0 - 0      | Ulm             | MDCC-Arena                     | 9 de noviembre  | 13:00      |
| Fortuna Düsseldorf  | 1 - 1      | Paderborn 07    | Merkur-Spiel Arena             | 9 de noviembre  | 20:30      |
| Karlsruher          | 1 - 1      | Preußen Münster | Wildparkstadion                | 10 de noviembre | 13:30      |
| Schalke 04          | 2 - 0      | Jahn Ratisbona  | Veltins-Arena                  | 10 de noviembre | 13:30      |
| Elversberg          | 3 - 1      | Hannover 96     | URSAPHARM-Arena                | 10 de noviembre | 13:30      |

| Jornada 13         | Jornada 13 | Jornada 13          | Jornada 13                     | Jornada 13      | Jornada 13 |
| Local              | Resultado  | Visitante           | Estadio                        | Fecha           | Hora       |
| ------------------ | ---------- | ------------------- | ------------------------------ | --------------- | ---------- |
| Paderborn 07       | 3 - 2      | Núremberg           | Home Deluxe Arena              | 22 de noviembre | 18:30      |
| Preußen Münster    | 0 - 1      | Colonia             | Preußenstadion                 | 22 de noviembre | 18:30      |
| Fortuna Düsseldorf | 0 - 2      | Elversberg          | Merkur-Spiel Arena             | 23 de noviembre | 13:00      |
| Greuther Fürth     | 2 - 3      | Karlsruher          | Sportpark Ronhof Thomas Sommer | 23 de noviembre | 13:00      |
| Hertha Berlín      | 2 - 2      | Ulm                 | Olímpico de Berlín             | 23 de noviembre | 13:00      |
| Hannover 96        | 1 - 2      | Darmstadt 98        | Heinz-von-Heide-Arena          | 23 de noviembre | 13:00      |
| Hamburgo           | 2 - 2      | Schalke 04          | Volksparkstadion               | 23 de noviembre | 20:30      |
| Kaiserslautern     | 3 - 2      | Eintracht Brunswick | Fritz-Walter-Stadion           | 24 de noviembre | 13:30      |
| Jahn Ratisbona     | 0 - 1      | Magdeburgo          | Jahnstadion Regensburg         | 24 de noviembre | 13:30      |

| Jornada 14          | Jornada 14 | Jornada 14         | Jornada 14                     | Jornada 14      | Jornada 14 |
| Local               | Resultado  | Visitante          | Estadio                        | Fecha           | Hora       |
| ------------------- | ---------- | ------------------ | ------------------------------ | --------------- | ---------- |
| Schalke 04          | 0 - 3      | Kaiserslautern     | Veltins-Arena                  | 29 de noviembre | 18:30      |
| Magdeburgo          | 1 - 3      | Hertha Berlín      | MDCC-Arena                     | 29 de noviembre | 18:30      |
| Colonia             | 2 - 2      | Hannover 96        | RheinEnergieStadion            | 30 de noviembre | 13:00      |
| Elversberg          | 1 - 3      | Paderborn 07       | URSAPHARM-Arena                | 30 de noviembre | 13:00      |
| Eintracht Brunswick | 0 - 0      | Jahn Ratisbona     | Eintracht-Stadion              | 30 de noviembre | 13:00      |
| Darmstadt 98        | 0 - 0      | Preußen Münster    | Merck-Stadion am Böllenfalltor | 30 de noviembre | 20:30      |
| Karlsruher          | 1 - 3      | Hamburgo           | Wildparkstadion                | 1 de diciembre  | 13:30      |
| Núremberg           | 2 - 2      | Fortuna Düsseldorf | Max-Morlock-Stadion            | 1 de diciembre  | 13:30      |
| Ulm                 | 1 - 1      | Greuther Fürth     | Donaustadion                   | 1 de diciembre  | 13:30      |

| Jornada 15         | Jornada 15 | Jornada 15          | Jornada 15                     | Jornada 15     | Jornada 15 |
| Local              | Resultado  | Visitante           | Estadio                        | Fecha          | Hora       |
| ------------------ | ---------- | ------------------- | ------------------------------ | -------------- | ---------- |
| Paderborn 07       | 2 - 4      | Schalke 04          | Home Deluxe Arena              | 6 de diciembre | 18:30      |
| Elversberg         | 2 - 1      | Núremberg           | URSAPHARM-Arena                | 6 de diciembre | 18:30      |
| Hannover 96        | 3 - 2      | Ulm                 | Heinz-von-Heide-Arena          | 7 de diciembre | 13:00      |
| Greuther Fürth     | 2 - 1      | Hertha Berlín       | Sportpark Ronhof Thomas Sommer | 7 de diciembre | 13:00      |
| Kaiserslautern     | 3 - 1      | Karlsruher          | Fritz-Walter-Stadion           | 7 de diciembre | 13:00      |
| Preußen Münster    | 1 - 2      | Magdeburgo          | Preußenstadion                 | 7 de diciembre | 20:30      |
| Fortuna Düsseldorf | 5 - 0      | Eintracht Brunswick | Merkur-Spiel-Arena             | 8 de diciembre | 13:30      |
| Hamburgo           | 2 - 2      | Darmstadt 98        | Volkparkstadion                | 8 de diciembre | 13:30      |
| Jahn Ratisbona     | 0 - 1      | Colonia             | Jahnstadion Regensburg         | 8 de diciembre | 13:30      |

| Jornada 16          | Jornada 16 | Jornada 16         | Jornada 16                     | Jornada 16      | Jornada 16 |
| Local               | Resultado  | Visitante          | Estadio                        | Fecha           | Hora       |
| ------------------- | ---------- | ------------------ | ------------------------------ | --------------- | ---------- |
| Karlsruher          | 4 - 2      | Jahn Ratisbona     | Wildparkstadion                | 13 de diciembre | 18:30      |
| Hertha Berlín       | 1 - 2      | Preußen Münster    | Olímpico de Berlín             | 13 de diciembre | 18:30      |
| Schalke 04          | 1 - 1      | Fortuna Düsseldorf | Veltins Arena                  | 14 de diciembre | 13:00      |
| Magdeburgo          | 1 - 1      | Paderborn 07       | MDCC-Arena                     | 14 de diciembre | 13:00      |
| Ulm                 | 1 - 1      | Hamburgo           | Donaustadion                   | 14 de diciembre | 13:00      |
| Darmstadt 98        | 5 - 1      | Kaiserslautern     | Merck-Stadion am Böllenfalltor | 14 de diciembre | 20:30      |
| Colonia             | 3 - 1      | Núremberg          | RheinEnergieStadion            | 15 de diciembre | 13:30      |
| Greuther Fürth      | 1 - 0      | Hannover 96        | Sportpark Ronhof Thomas Sommer | 15 de diciembre | 13:30      |
| Eintracht Brunswick | 0 - 3      | Elversberg         | Eintracht-Stadion              | 15 de diciembre | 13:30      |

| Jornada 17         | Jornada 17 | Jornada 17          | Jornada 17             | Jornada 17      | Jornada 17 |
| Local              | Resultado  | Visitante           | Estadio                | Fecha           | Hora       |
| ------------------ | ---------- | ------------------- | ---------------------- | --------------- | ---------- |
| Fortuna Düsseldorf | 2 - 5      | Magdeburgo          | Merkur-Spiel Arena     | 20 de diciembre | 18:30      |
| Elversberg         | 1 - 4      | Schalke 04          | URSAPHARM-Arena        | 20 de diciembre | 18:30      |
| Hamburgo           | 5 - 0      | Greuther Fürth      | Volkparkstadion        | 21 de diciembre | 13:00      |
| Paderborn 07       | 1 - 2      | Karlsruher          | Home Deluxe Arena      | 21 de diciembre | 13:00      |
| Preußen Münster    | 0 - 0      | Ulm                 | Preußenstadion         | 21 de diciembre | 13:00      |
| Núremberg          | 1 - 0      | Eintracht Brunswick | Max-Morlock-Stadion    | 21 de diciembre | 20:30      |
| Hannover 96        | 0 - 0      | Hertha Berlín       | Heinz-von-Heide-Arena  | 22 de diciembre | 13:30      |
| Kaiserslautern     | 0 - 1      | Colonia             | Fritz-Walter-Stadion   | 22 de diciembre | 13:30      |
| Jahn Ratisbona     | 2 - 1      | Darmstadt 98        | Jahnstadion Regensburg | 22 de diciembre | 13:30      |

### Segunda vuelta
| Jornada 18          | Jornada 18 | Jornada 18     | Jornada 18             | Jornada 18  | Jornada 18 |
| Local               | Resultado  | Visitante      | Estadio                | Fecha       | Hora       |
| ------------------- | ---------- | -------------- | ---------------------- | ----------- | ---------- |
| Fortuna Düsseldorf  | 2 - 2      | Darmstadt 98   | Merkur Spiel-Arena     | 17 de enero | 18:30      |
| Jahn Ratisbona      | 0 - 1      | Hannover 96    | Jahnstadion Regensburg | 17 de enero | 18:30      |
| Kaiserslautern      | 2 - 1      | Ulm            | Fritz-Walter-Stadion   | 18 de enero | 13:00      |
| Eintracht Brunswick | 0 - 0      | Schalke 04     | Eintracht-Stadion      | 18 de enero | 13:00      |
| Preußen Münster     | 2 - 1      | Greuther Fürth | Preußenstadion         | 18 de enero | 13:00      |
| Hamburgo            | 1 - 0      | Colonia        | Volkparkstadion        | 18 de enero | 20:30      |
| Paderborn 07        | 1 - 2      | Hertha Berlín  | Home Deluxe Arena      | 19 de enero | 13:30      |
| Elversberg          | 2 - 5      | Magdeburgo     | URSAPHARM-Arena        | 19 de enero | 13:30      |
| Núremberg           | 2 - 1      | Karlsruher     | Max-Morlock-Stadion    | 19 de enero | 13:30      |

| Jornada 19     | Jornada 19 | Jornada 19          | Jornada 19                     | Jornada 19  | Jornada 19 |
| Local          | Resultado  | Visitante           | Estadio                        | Fecha       | Hora       |
| -------------- | ---------- | ------------------- | ------------------------------ | ----------- | ---------- |
| Greuther Fürth | 2 - 4      | Kaiserslautern      | Sportpark Ronhof Thomas Sommer | 24 de enero | 18:30      |
| Magdeburgo     | 1 - 1      | Eintracht Brunswick | MDCC-Arena                     | 24 de enero | 18:30      |
| Colonia        | 1 - 0      | Elversberg          | RheinEnergieStadion            | 25 de enero | 13:00      |
| Karlsruher     | 2 - 3      | Fortuna Düsseldorf  | Wildparkstadion                | 25 de enero | 13:00      |
| Schalke 04     | 3 - 1      | Núremberg           | Veltins-Arena                  | 25 de enero | 13:00      |
| Hertha Berlín  | 2 - 3      | Hamburgo            | Olímpico de Berlín             | 25 de enero | 20:30      |
| Darmstadt 98   | 0 - 1      | Paderborn 07        | Merck-Stadion am Böllenfalltor | 26 de enero | 13:30      |
| Hannover 96    | 2 - 2      | Preußen Münster     | Heinz-von-Heide-Arena          | 26 de enero | 13:30      |
| Ulm            | 5 - 1      | Jahn Ratisbona      | Donaustadion                   | 26 de enero | 13:30      |

| Jornada 20          | Jornada 20 | Jornada 20      | Jornada 20             | Jornada 20   | Jornada 20 |
| Local               | Resultado  | Visitante       | Estadio                | Fecha        | Hora       |
| ------------------- | ---------- | --------------- | ---------------------- | ------------ | ---------- |
| Elversberg          | 2 - 2      | Karlsruher      | URSAPHARM-Arena        | 31 de enero  | 18:30      |
| Núremberg           | 1 - 0      | Darmstadt 98    | Max-Morlock-Stadion    | 31 de enero  | 18:30      |
| Fortuna Düsseldorf  | 3 - 2      | Ulm             | Merkur Spiel-Arena     | 1 de febrero | 13:00      |
| Eintracht Brunswick | 1 - 2      | Colonia         | Eintracht-Stadion      | 1 de febrero | 13:00      |
| Jahn Ratisbona      | 2 - 0      | Hertha Berlín   | Jahnstadion Regensburg | 1 de febrero | 13:00      |
| Schalke 04          | 2 - 5      | Magdeburgo      | Veltins-Arena          | 1 de febrero | 20:30      |
| Hamburgo            | 2 - 2      | Hannover 96     | Volkparkstadion        | 2 de febrero | 13:30      |
| Paderborn 07        | 1 - 2      | Greuther Fürth  | Home Deluxe Arena      | 2 de febrero | 13:30      |
| Kaiserslautern      | 2 - 1      | Preußen Münster | Fritz-Walter-Stadion   | 2 de febrero | 13:30      |

| Jornada 21      | Jornada 21 | Jornada 21          | Jornada 21                     | Jornada 21   | Jornada 21 |
| Local           | Resultado  | Visitante           | Estadio                        | Fecha        | Hora       |
| --------------- | ---------- | ------------------- | ------------------------------ | ------------ | ---------- |
| Greuther Fürth  | 2 - 1      | Jahn Ratisbona      | Sportpark Ronhof Thomas Sommer | 7 de febrero | 18:30      |
| Preußen Münster | 1 - 2      | Hamburgo            | Preußenstadion                 | 7 de febrero | 18:30      |
| Darmstadt 98    | 0 - 3      | Elversberg          | Merck-Stadion am Böllenfalltor | 8 de febrero | 13:00      |
| Magdeburgo      | 3 - 4      | Núremberg           | MDCC-Arena                     | 8 de febrero | 13:00      |
| Ulm             | 0 - 2      | Paderborn 07        | Donaustadion                   | 8 de febrero | 13:00      |
| Hertha Berlín   | 0 - 1      | Kaiserslautern      | Olímpico de Berlín             | 8 de febrero | 20:30      |
| Colonia         | 1 - 0      | Schalke 04          | RheinEnergieStadion            | 9 de febrero | 13:30      |
| Karlsruher      | 0 - 2      | Eintracht Brunswick | Wildparkstadion                | 9 de febrero | 13:30      |
| Hannover 96     | 1 - 1      | Fortuna Düsseldorf  | Heinz-von-Heide-Arena          | 9 de febrero | 13:30      |

| Jornada 22          | Jornada 22 | Jornada 22      | Jornada 22             | Jornada 22    | Jornada 22 |
| Local               | Resultado  | Visitante       | Estadio                | Fecha         | Hora       |
| ------------------- | ---------- | --------------- | ---------------------- | ------------- | ---------- |
| Magdeburgo          | 3 - 0      | Colonia         | MDCC-Arena             | 14 de febrero | 18:30      |
| Paderborn 07        | 2 - 0      | Preußen Münster | Home Deluxe Arena      | 14 de febrero | 18:30      |
| Elversberg          | 2 - 0      | Greuther Fürth  | URSAPHARM-Arena        | 15 de febrero | 13:00      |
| Eintracht Brunswick | 1 - 0      | Darmstadt 98    | Eintracht-Stadion      | 15 de febrero | 13:00      |
| Kaiserslautern      | 0 - 0      | Hannover 96     | Fritz-Walter-Stadion   | 15 de febrero | 13:00      |
| Fortuna Düsseldorf  | 2 - 1      | Hertha Berlín   | Merkur Spiel-Arena     | 15 de febrero | 20:30      |
| Schalke 04          | 2 - 1      | Karlsruher      | Veltins-Arena          | 16 de febrero | 13:30      |
| Núremberg           | 2 - 0      | Ulm             | Max-Morlock-Stadion    | 16 de febrero | 13:30      |
| Jahn Ratisbona      | 1 - 1      | Hamburgo        | Jahnstadion Regensburg | 16 de febrero | 13:30      |

| Jornada 23      | Jornada 23 | Jornada 23          | Jornada 23                     | Jornada 23    | Jornada 23 |
| Local           | Resultado  | Visitante           | Estadio                        | Fecha         | Hora       |
| --------------- | ---------- | ------------------- | ------------------------------ | ------------- | ---------- |
| Hamburgo        | 3 - 0      | Kaiserslautern      | Volkparkstadion                | 21 de febrero | 18:30      |
| Hertha Berlín   | 0 - 0      | Núremberg           | Olímpico de Berlín             | 21 de febrero | 18:30      |
| Karlsruher      | 3 - 1      | Magdeburgo          | Wildparkstadion                | 22 de febrero | 13:00      |
| Ulm             | 0 - 0      | Elversberg          | Donaustadion                   | 22 de febrero | 13:00      |
| Preußen Münster | 2 - 0      | Jahn Ratisbona      | Preußenstadion                 | 22 de febrero | 13:00      |
| Hannover 96     | 1 - 1      | Paderborn 07        | Heinz-von-Heide-Arena          | 22 de febrero | 20:30      |
| Colonia         | 1 - 1      | Fortuna Düsseldorf  | RheinEnergieStadion            | 23 de febrero | 13:30      |
| Darmstadt 98    | 2 - 0      | Schalke 04          | Merck-Stadion am Böllenfalltor | 23 de febrero | 13:30      |
| Greuther Fürth  | 3 - 0      | Eintracht Brunswick | Sportpark Ronhof Thomas Sommer | 23 de febrero | 13:30      |

| Jornada 24          | Jornada 24 | Jornada 24      | Jornada 24           | Jornada 24    | Jornada 24 |
| Local               | Resultado  | Visitante       | Estadio              | Fecha         | Hora       |
| ------------------- | ---------- | --------------- | -------------------- | ------------- | ---------- |
| Fortuna Düsseldorf  | 1 - 2      | Greuther Fürth  | Merkur Spiel-Arena   | 28 de febrero | 18:30      |
| Schalke 04          | 1 - 0      | Preußen Münster | Veltins-Arena        | 28 de febrero | 18:30      |
| Núremberg           | 1 - 2      | Hannover 96     | Max-Morlock-Stadion  | 1 de marzo    | 13:00      |
| Kaiserslautern      | 3 - 0      | Jahn Ratisbona  | Fritz-Walter-Stadion | 1 de marzo    | 13:00      |
| Eintracht Brunswick | 1 - 1      | Ulm             | Eintracht-Stadion    | 1 de marzo    | 13:00      |
| Karlsruher          | 1 - 0      | Colonia         | Wildparkstadion      | 1 de marzo    | 20:30      |
| Paderborn 07        | 2 - 0      | Hamburgo        | Home Deluxe Arena    | 2 de marzo    | 13:30      |
| Elversberg          | 4 - 0      | Hertha Berlín   | URSAPHARM-Arena      | 2 de marzo    | 13:30      |
| Magdeburgo          | 4 - 1      | Darmstadt 98    | MDCC-Arena           | 2 de marzo    | 13:30      |

| Jornada 25      | Jornada 25 | Jornada 25          | Jornada 25                     | Jornada 25 | Jornada 25 |
| Local           | Resultado  | Visitante           | Estadio                        | Fecha      | Hora       |
| --------------- | ---------- | ------------------- | ------------------------------ | ---------- | ---------- |
| Darmstadt 98    | 3 - 0      | Karlsruher          | Merck-Stadion am Böllenfalltor | 7 de marzo | 18:30      |
| Kaiserslautern  | 1 - 1      | Elversberg          | Fritz-Walter-Stadion           | 7 de marzo | 18:30      |
| Greuther Fürth  | 1 - 1      | Magdeburgo          | Sportpark Ronhof Thomas Sommer | 8 de marzo | 13:00      |
| Hertha Berlín   | 1 - 2      | Schalke 04          | Olímpico de Berlín             | 8 de marzo | 13:00      |
| Ulm             | 0 - 1      | Colonia             | Donaustadion                   | 8 de marzo | 13:00      |
| Hamburgo        | 4 - 1      | Fortuna Düsseldorf  | Volkparkstadion                | 8 de marzo | 20:30      |
| Hannover 96     | 1 - 1      | Eintracht Brunswick | Heinz-von-Heide-Arena          | 9 de marzo | 13:30      |
| Preußen Münster | 0 - 1      | Núremberg           | Preußenstadion                 | 9 de marzo | 13:30      |
| Jahn Ratisbona  | 0 - 0      | Paderborn 07        | Jahnstadion Regensburg         | 9 de marzo | 13:30      |

| Jornada 26          | Jornada 26 | Jornada 26      | Jornada 26          | Jornada 26  | Jornada 26 |
| Local               | Resultado  | Visitante       | Estadio             | Fecha       | Hora       |
| ------------------- | ---------- | --------------- | ------------------- | ----------- | ---------- |
| Schalke 04          | 1 - 2      | Hannover 96     | Veltins-Arena       | 14 de marzo | 18:30      |
| Magdeburgo          | 0 - 3      | Hamburgo        | MDCC-Arena          | 14 de marzo | 18:30      |
| Fortuna Düsseldorf  | 1 - 0      | Jahn Ratisbona  | Merkur Spiel-Arena  | 15 de marzo | 13:00      |
| Paderborn 07        | 5 - 3      | Kaiserslautern  | Home Deluxe Arena   | 15 de marzo | 13:00      |
| Elversberg          | 0 - 1      | Preußen Münster | URSAPHARM-Arena     | 15 de marzo | 13:00      |
| Colonia             | 2 - 1      | Darmstadt 98    | RheinEnergieStadion | 15 de marzo | 20:30      |
| Karlsruher          | 0 - 0      | Ulm             | Wildparkstadion     | 16 de marzo | 13:30      |
| Núremberg           | 3 - 0      | Greuther Fürth  | Max-Morlock-Stadion | 16 de marzo | 13:30      |
| Eintracht Brunswick | 1 - 5      | Hertha Berlín   | Eintracht-Stadion   | 16 de marzo | 13:30      |

| Jornada 27      | Jornada 27 | Jornada 27          | Jornada 27                     | Jornada 27  | Jornada 27 |
| Local           | Resultado  | Visitante           | Estadio                        | Fecha       | Hora       |
| --------------- | ---------- | ------------------- | ------------------------------ | ----------- | ---------- |
| Hamburgo        | 0 - 0      | Elversberg          | Volkparkstadion                | 28 de marzo | 18:30      |
| Ulm             | 2 - 1      | Darmstadt 98        | Donaustadion                   | 28 de marzo | 18:30      |
| Hannover 96     | 0 - 0      | Magdeburgo          | Heinz-von-Heide-Arena          | 29 de marzo | 13:00      |
| Paderborn 07    | 1 - 2      | Colonia             | Home Deluxe Arena              | 29 de marzo | 13:00      |
| Hertha Berlín   | 3 - 1      | Karlsruher          | Olímpico de Berlín             | 29 de marzo | 13:00      |
| Kaiserslautern  | 3 - 1      | Fortuna Düsseldorf  | Fritz-Walter-Stadion           | 29 de marzo | 20:30      |
| Greuther Fürth  | 3 - 3      | Schalke 04          | Sportpark Ronhof Thomas Sommer | 30 de marzo | 13:30      |
| Preußen Münster | 1 - 1      | Eintracht Brunswick | Preußenstadion                 | 30 de marzo | 13:30      |
| Jahn Ratisbona  | 2 - 1      | Núremberg           | Jahnstadion Regensburg         | 30 de marzo | 13:30      |

| Jornada 28          | Jornada 28 | Jornada 28      | Jornada 28                     | Jornada 28 | Jornada 28 |
| Local               | Resultado  | Visitante       | Estadio                        | Fecha      | Hora       |
| ------------------- | ---------- | --------------- | ------------------------------ | ---------- | ---------- |
| Karlsruher          | 1 - 0      | Hannover 96     | Wildparkstadion                | 4 de abril | 18:30      |
| Eintracht Brunswick | 3 - 2      | Paderborn 07    | Eintracht-Stadion              | 4 de abril | 18:30      |
| Darmstadt 98        | 1 - 0      | Greuther Fürth  | Merck-Stadion am Böllenfalltor | 5 de abril | 13:00      |
| Fortuna Düsseldorf  | 1 - 0      | Preußen Münster | Merkur Spiel-Arena             | 5 de abril | 13:00      |
| Núremberg           | 0 - 3      | Hamburgo        | Max-Morlock-Stadion            | 5 de abril | 13:00      |
| Colonia             | 0 - 1      | Hertha Berlín   | RheinEnergieStadion            | 5 de abril | 20:30      |
| Schalke 04          | 2 - 1      | Ulm             | Veltins-Arena                  | 6 de abril | 13:30      |
| Elversberg          | 6 - 0      | Jahn Ratisbona  | URSAPHARM-Arena                | 6 de abril | 13:30      |
| Magdeburgo          | 2 - 0      | Kaiserslautern  | MDCC-Arena                     | 6 de abril | 13:30      |

| Jornada 29      | Jornada 29 | Jornada 29          | Jornada 29                     | Jornada 29  | Jornada 29 |
| Local           | Resultado  | Visitante           | Estadio                        | Fecha       | Hora       |
| --------------- | ---------- | ------------------- | ------------------------------ | ----------- | ---------- |
| Hamburgo        | 2 - 4      | Eintracht Brunswick | Volkparkstadion                | 11 de abril | 18:30      |
| Greuther Fürth  | 1 - 1      | Colonia             | Sportpark Ronhof Thomas Sommer | 11 de abril | 18:30      |
| Hannover 96     | 1 - 3      | Elversberg          | Heinz-von-Heide-Arena          | 12 de abril | 13:00      |
| Hertha Berlín   | 1 - 1      | Darmstadt 98        | Olímpico de Berlín             | 12 de abril | 13:00      |
| Ulm             | 1 - 0      | Magdeburgo          | Donaustadion                   | 12 de abril | 13:00      |
| Kaiserslautern  | 1 - 2      | Núremberg           | Fritz-Walter-Stadion           | 12 de abril | 20:30      |
| Paderborn 07    | 1 - 2      | Fortuna Düsseldorf  | Home Deluxe Arena              | 13 de abril | 13:30      |
| Preußen Münster | 1 - 1      | Karlsruher          | Preußenstadion                 | 13 de abril | 13:30      |
| Jahn Ratisbona  | 2 - 0      | Schalke 04          | Jahnstadion Regensburg         | 13 de abril | 13:30      |

| Jornada 30          | Jornada 30 | Jornada 30         | Jornada 30                     | Jornada 30  | Jornada 30 |
| Local               | Resultado  | Visitante          | Estadio                        | Fecha       | Hora       |
| ------------------- | ---------- | ------------------ | ------------------------------ | ----------- | ---------- |
| Elversberg          | 1 - 1      | Fortuna Düsseldorf | URSAPHARM-Arena                | 19 de abril | 13:00      |
| Núremberg           | 2 - 3      | Paderborn 07       | Max-Morlock-Stadion            | 19 de abril | 13:00      |
| Eintracht Brunswick | 2 - 0      | Kaiserslautern     | Eintracht-Stadion              | 19 de abril | 13:00      |
| Schalke 04          | 2 - 2      | Hamburgo           | Veltins-Arena                  | 19 de abril | 20:30      |
| Colonia             | 3 - 1      | Preußen Münster    | RheinEnergieStadion            | 20 de abril | 13:30      |
| Darmstadt 98        | 3 - 1      | Hannover 96        | Merck-Stadion am Böllenfalltor | 20 de abril | 13:30      |
| Karlsruher          | 1 - 0      | Greuther Fürth     | Wildparkstadion                | 20 de abril | 13:30      |
| Magdeburgo          | 3 - 0      | Jahn Ratisbona     | MDCC-Arena                     | 20 de abril | 13:30      |
| Ulm                 | 2 - 3      | Hertha Berlín      | Donaustadion                   | 20 de abril | 13:30      |

| Jornada 31         | Jornada 31 | Jornada 31          | Jornada 31                     | Jornada 31  | Jornada 31 |
| Local              | Resultado  | Visitante           | Estadio                        | Fecha       | Hora       |
| ------------------ | ---------- | ------------------- | ------------------------------ | ----------- | ---------- |
| Greuther Fürth     | 0 - 1      | Ulm                 | Sportpark Ronhof Thomas Sommer | 25 de abril | 18:30      |
| Hertha Berlín      | 1 - 1      | Magdeburgo          | Olímpico de Berlín             | 25 de abril | 18:30      |
| Paderborn 07       | 1 - 1      | Elversberg          | Home Deluxe Arena              | 26 de abril | 13:00      |
| Preußen Münster    | 1 - 1      | Darmstadt 98        | Preußenstadion                 | 26 de abril | 13:00      |
| Jahn Ratisbona     | 1 - 1      | Eintracht Brunswick | Jahnstadion Regensburg         | 26 de abril | 13:00      |
| Fortuna Düsseldorf | 3 - 3      | Núremberg           | Merkur Spiel-Arena             | 26 de abril | 20:30      |
| Hamburgo           | 1 - 2      | Karlsruher          | Volkparkstadion                | 27 de abril | 13:30      |
| Hannover 96        | 1 - 0      | Colonia             | Heinz-von-Heide-Arena          | 27 de abril | 13:30      |
| Kaiserslautern     | 2 - 1      | Schalke 04          | Fritz-Walter-Stadion           | 27 de abril | 13:30      |

| Jornada 32          | Jornada 32 | Jornada 32         | Jornada 32                     | Jornada 32 | Jornada 32 |
| Local               | Resultado  | Visitante          | Estadio                        | Fecha      | Hora       |
| ------------------- | ---------- | ------------------ | ------------------------------ | ---------- | ---------- |
| Schalke 04          | 0 - 2      | Paderborn 07       | Veltins-Arena                  | 2 de mayo  | 18:30      |
| Magdeburgo          | 0 - 5      | Preußen Münster    | MDCC-Arena                     | 2 de mayo  | 18:30      |
| Darmstadt 98        | 0 - 4      | Hamburgo           | Merck-Stadion am Böllenfalltor | 3 de mayo  | 13:00      |
| Eintracht Brunswick | 2 - 2      | Fortuna Düsseldorf | Eintracht-Stadion              | 3 de mayo  | 13:00      |
| Ulm                 | 1 - 2      | Hannover 96        | Donaustadion                   | 3 de mayo  | 13:00      |
| Colonia             | 1 - 1      | Jahn Ratisbona     | RheinEnergieStadion            | 3 de mayo  | 20:30      |
| Karlsruher          | 2 - 2      | Kaiserslautern     | Wildparkstadion                | 4 de mayo  | 13:30      |
| Hertha Berlín       | 1 - 0      | Greuther Fürth     | Olímpico de Berlín             | 4 de mayo  | 13:30      |
| Núremberg           | 1 - 3      | Elversberg         | Max-Morlock-Stadion            | 4 de mayo  | 13:30      |

| Jornada 33         | Jornada 33 | Jornada 33          | Jornada 33             | Jornada 33 | Jornada 33 |
| Local              | Resultado  | Visitante           | Estadio                | Fecha      | Hora       |
| ------------------ | ---------- | ------------------- | ---------------------- | ---------- | ---------- |
| Núremberg          | 1 - 2      | Colonia             | Max-Morlock-Stadion    | 9 de mayo  | 18:30      |
| Preußen Münster    | 2 - 0      | Hertha Berlín       | Preußenstadion         | 9 de mayo  | 18:30      |
| Fortuna Düsseldorf | 2 - 0      | Schalke 04          | Merkur Spiel-Arena     | 10 de mayo | 13:00      |
| Paderborn 07       | 2 - 1      | Magdeburgo          | Home Deluxe Arena      | 10 de mayo | 13:00      |
| Elversberg         | 3 - 0      | Eintracht Brunswick | URSAPHARM-Arena        | 10 de mayo | 13:00      |
| Hamburgo           | 6 - 1      | Ulm                 | Volkparkstadion        | 10 de mayo | 20:30      |
| Hannover 96        | 1 - 1      | Greuther Fürth      | Heinz-von-Heide-Arena  | 11 de mayo | 13:30      |
| Kaiserslautern     | 2 - 1      | Darmstadt 98        | Fritz-Walter-Stadion   | 11 de mayo | 13:30      |
| Jahn Ratisbona     | 2 - 2      | Karlsruher          | Jahnstadion Regensburg | 11 de mayo | 13:30      |

| Jornada 34          | Jornada 34 | Jornada 34         | Jornada 34                     | Jornada 34 | Jornada 34 |
| Local               | Resultado  | Visitante          | Estadio                        | Fecha      | Hora       |
| ------------------- | ---------- | ------------------ | ------------------------------ | ---------- | ---------- |
| Colonia (C)         | 4 - 0      | Kaiserslautern     | RheinEnergieStadion            | 18 de mayo | 15:30      |
| Darmstadt 98        | 3 - 1      | Jahn Ratisbona     | Merck-Stadion am Böllenfalltor | 18 de mayo | 15:30      |
| Karlsruher          | 3 - 0      | Paderborn 07       | Wildparkstadion                | 18 de mayo | 15:30      |
| Greuther Fürth      | 3 - 2      | Hamburgo           | Sportpark Ronhof Thomas Sommer | 18 de mayo | 15:30      |
| Hertha Berlín       | 1 - 1      | Hannover 96        | Olímpico de Berlín             | 18 de mayo | 15:30      |
| Schalke 04          | 1 - 2      | Elversberg         | Veltins-Arena                  | 18 de mayo | 15:30      |
| Magdeburgo          | 4 - 2      | Fortuna Düsseldorf | MDCC-Arena                     | 18 de mayo | 15:30      |
| Eintracht Brunswick | 1 - 4      | Núremberg          | Eintracht-Stadion              | 18 de mayo | 15:30      |
| Ulm                 | 2 - 2      | Preußen Münster    | Donaustadion                   | 18 de mayo | 15:30      |

### Campeón
|                                                 |
|                                                 |
| Colonia 5.º título Ascendió a la 1. Bundesliga. |
| También ascendió Hamburgo como subcampeón.      |

## Play-offs de ascenso y descenso
Los horarios corresponden al huso horario de Alemania (Hora central europea): UTC+2 en horario de verano.

### Ascenso
| Ida; 22 de mayo de 2025 | Heidenheim                  | 2:2 (0:2) | Elversberg               | Voith-Arena, Heidenheim                                    |                                                            |
| 20:30                   | Siersleben 62' · Honsak 64' | Reporte   | Petkov 18' · Asllani 42' | Asistencia: 15 000 espectadores Árbitro(s): Sven Jablonski | Asistencia: 15 000 espectadores Árbitro(s): Sven Jablonski |

| Vuelta; 26 de mayo de 2025 | Elversberg    | 1:2 (1:1) (Global 3:4) | Heidenheim                | URSAPHARM-Arena, Spiesen-Elversberg                        |                                                            |
| 20:30                      | Fellhauer 31' | Reporte                | Honsak 9' · Scienza 90+5' | Asistencia: 9105 espectadores Árbitro(s): Sascha Stegemann | Asistencia: 9105 espectadores Árbitro(s): Sascha Stegemann |

- Elversberg perdió en el resultado global por 3-4, por tanto se mantuvo en la 2. Bundesliga.

### Descenso
| Ida; 23 de mayo de 2025 | Saarbrücken | 0:2 (0:0) | Eintracht Brunswick             | Ludwigsparkstadion, Saarbrücken                         |                                                         |
| 20:30                   |             | Reporte   | Tempelmann 49' · Rittmuller 61' | Asistencia: 15 012 espectadores Árbitro(s): Tobias Welz | Asistencia: 15 012 espectadores Árbitro(s): Tobias Welz |

| Vuelta; 27 de mayo de 2025 | Eintracht Brunswick                       | 2:2 (0:2, 0:0) (t. s.)(Global 4:2) | Saarbrücken                     | Eintracht-Stadion, Brunswick                               |                                                            |
| 20:30                      | Di Michele Sanchez 105+2' · Philippe 120' | Reporte                            | Krüger 66' (pen.) · Brünker 83' | Asistencia: 21 852 espectadores Árbitro(s): Tobias Stieler | Asistencia: 21 852 espectadores Árbitro(s): Tobias Stieler |

- Eintracht Brunswick ganó 4-2 en el marcador global y se mantuvo en la 2. Bundesliga.

## Datos y estadísticas

### Récords
- Primer gol de la temporada:
- Último gol de la temporada:
- Gol más rápido:
- Gol más cercano al final del encuentro:
- Mayor número de goles marcados en un partido:
- Partido con más espectadores:
- Partido con menos espectadores:
- Mayor victoria local:
- Mayor victoria visitante:

### Máximos goleadores
Actualizado el 18 de mayo de 2025.
| Pos. | Jugador             | Equipo              | Goles | Part. | Prom. |
| ---- | ------------------- | ------------------- | ----- | ----- | ----- |
| 1    | Davie Selke         | Hamburgo            | 22    | 31    | 0.71  |
| 2    | Martijn Kaars       | Magdeburgo          | 19    | 33    | 0.58  |
| 3    | Ragnar Ache         | Kaiserslautern      | 18    | 30    | 0.6   |
| 4    | Fisnik Asllani      | Elversberg          | 18    | 33    | 0.55  |
| 5    | Moussa Sylla        | Schalke 04          | 16    | 27    | 0.59  |
| 6    | Isac Lidberg        | Darmstadt 98        | 14    | 28    | 0.5   |
| 7    | Ransi Königsdörffer | Hamburgo            | 14    | 32    | 0.44  |
| 8    | Dawid Kownacki      | Fortuna Düsseldorf  | 13    | 29    | 0.45  |
| =    | Kenan Karaman       | Schalke 04          | 13    | 29    | 0.45  |
| 10   | Rayan Philippe      | Eintracht Brunswick | 13    | 34    | 0.38  |

### Máximos asistentes
Actualizado el 18 de mayo de 2025.
| Pos. | Jugador          | Equipo             | Goles | Part. | Prom. |
| ---- | ---------------- | ------------------ | ----- | ----- | ----- |
| 1    | Julian Justvan   | Núremberg          | 12    | 32    | 0.52  |
| =    | Jean-Luc Dompé   | Hamburgo           | 12    | 32    | 0.38  |
| 3    | Linton Maina     | Colonia            | 11    | 27    | 0.41  |
| 4    | Miro Muheim      | Hamburgo           | 11    | 30    | 0.37  |
| 5    | Marvin Wanitzek  | Karlsruher         | 11    | 34    | 0.32  |
| 6    | Aaron Zehnter    | Paderborn 07       | 10    | 32    | 0.31  |
| 7    | Daniel Hanslik   | Kaiserslautern     | 9     | 31    | 0.29  |
| 8    | Caspar Jander    | Núremberg          | 9     | 32    | 0.28  |
| 9    | Fisnik Asllani   | Elversberg         | 8     | 33    | 0.24  |
| 10   | Shinta Appelkamp | Fortuna Düsseldorf | 7     | 27    | 0.26  |

### Autogoles
| Fecha | Jugador | Minuto | Local | Resultado | Visitante | Jornada |
| ----- | ------- | ------ | ----- | --------- | --------- | ------- |

### Hat-tricks o pókers
Aquí se encuentra la lista de hat-tricks y póker de goles (en general, tres o más goles marcados por un jugador en un mismo encuentro) conseguidos en la temporada.
| Fecha | Jugador | Goles | Local | Resultado | Visitante | Jornada |
| ----- | ------- | ----- | ----- | --------- | --------- | ------- |